# Cryptolaria rigida
Cryptolaria rigida är en nässeldjursart som först beskrevs av John Fraser 1940.  Cryptolaria rigida ingår i släktet Cryptolaria och familjen Lafoeidae. Inga underarter finns listade i Catalogue of Life.